# Roberto Rivas
Roberto Rivas (né le 17 juillet 1941 au Salvador où il est mort le 5 février 1972) est un joueur de football international salvadorien, qui évoluait au poste de défenseur.

## Biographie

### Carrière en sélection
Avec l'équipe du Salvador, il joue entre 1968 et 1970. 
Il figure dans le groupe des sélectionnés lors de la Coupe du monde de 1970. Lors du mondial, il joue trois matchs : contre la Belgique, le Mexique et l'Union soviétique.
Il participe également aux Jeux olympiques de 1968.

## Palmarès
Alianza
- Championnat du Salvador (2) :
  - Champion : 1965-66 et 1966-67.